# Háfiz al-Asad
Háfiz al-Asad (arabsky حافظ الأسد‎, ‎6. října 1930, Al Qardahah – 10. června 2000, Damašek) byl syrský státník, politik a generál, který zastával od března 1971 až do své smrti v červnu 2000 post syrského prezidenta. Předtím byl v letech 1970 až 1971 syrským premiérem a v letech 1966 až 1972 syrským ministrem obrany. Jeho vláda ukončila období rozporů a dílčích převratů v Sýrii ovládané stranou Baas, která vládla Sýrii od převratu v roce 1963. Asadovi se podařilo soustředit ve svých rukou veškerou moc a dosadit do vedení státu elitu, vedenou jeho příbuznými a především příslušníky menšinové alavitské sekty. Za jeho vlády vznikl v Sýrii kult osobnosti prezidenta, symbolizovaný všudypřítomnými obrazy a sochami. Po jeho skonu ho ve funkci prezidenta vystřídal syn Bašár al-Asad.
S obdobím vlády Háfize al-Asada je spojena kontroverzní historická událost, tzv. masakr v Hamá roku 1982. Sekulární režim Asadovy strany Baas čelil na přelomu 70. a 80. let opozici ze strany organizace Muslimského bratrstva. Útoky Bratrstva na vládní jednotky a povstání proti Asadovi ve městě Hamá vedly k masivní odvetě ze strany vlády, která do Hamá vyslala několik tisíc vojáků. Několikatýdenní boje pak zničily nejen velkou část města, ale také si vyžádaly mezi 10 000 až 25 000 obětí (zdroje uvádějící počet zabitých se velmi liší). Zemřelo také na tisíc syrských vojáků. Další kontroverzní akcí Asadova režimu byla také vojenská účast Sýrie v občanské válce v Libanonu a následné vybudování zahraničněpolitické aliance s libanonským šíitským hnutím Hizballáh, potažmo s režimem v Íránu.